# Peter Dignan

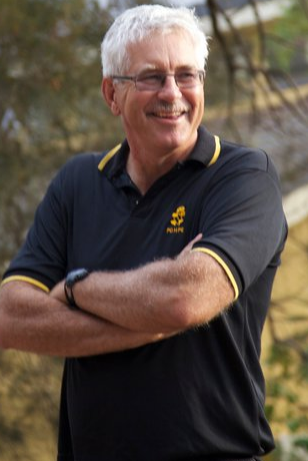
Peter Dignan

Peter Fraser Dignan (* 6. März 1955 in Gibraltar; † 20. Juni 2013 in Sydney) war ein neuseeländischer Ruderer, der 1976 Olympiadritter im Achter wurde.

## Karriere
Peter Dignan wurde als Sohn eines Diplomaten geboren und wuchs weitgehend außerhalb seines Heimatlandes auf. 1975 nahm der 1,91 m große Dignan mit dem neuseeländischen Achter an den Weltmeisterschaften in Nottingham teil. Es siegte der DDR-Achter vor dem Boot aus der Sowjetunion und den Neuseeländern. Für Neuseeland ruderten Grant McAuley, Alexander McLean, Dave Rodger, Athol Earl, Lindsay Wilson, Ross Collinge, Trevor Coker, Peter Dignan und Steuermann David Simmons.
Im Jahr darauf ruderten im neuseeländischen Achter Ivan Sutherland, Trevor Coker, Peter Dignan, Lindsay Wilson, Athol Earl, Dave Rodger, Alexander McLean, Tony Hurt und Steuermann Simon Dickie. Bei den Olympischen Spielen in Montreal belegte der Achter den dritten Platz hinter den Booten aus der DDR und aus dem Vereinigten Königreich.
Nach seiner Karriere war Dignan zunächst bei einer Frachtfirma am Flughafen von Auckland beschäftigt. Er zog dann nach Sydney und war dort als Geschichtslehrer und Rudertrainer an einer Schule tätig. Dignan starb im Alter von 58 Jahren an Bauchspeicheldrüsenkrebs.